# Z̆
La Z con breve (Mayúscula: Z̆ minúscula: z̆) es una letras adicionales utilizada en la romanización ISO 9 para transcribir la letra cirílica ‹ Ӂ ›. Está formado a partir de una diacrítico Z por una breve.

## Codificación
La Z con breve se puede representar con los siguientes caracteres en Unicode:
| forma     | representación | Puntos de código | descripción                        |
| --------- | -------------- | ---------------- | ---------------------------------- |
| Mayúscula | Z̆              | U+005A U+0306    | Letra mayúscula latina Z con breve |
| minúscula | z̆              | U+007A U+0306    | Letra minúscula latina Z con breve |